# Glaphyrus varians
Glaphyrus varians es una especie de coleóptero de la familia Glaphyridae. Se describen dos subespecies: G. v. turcicus y G. v. varians.

## Distribución geográfica
Habita en Asia Menor, Siria.